# Emil Wilde
Heinrich Emil Wilde (* 23. Januar 1793 in Finkenstein bei Marienwerder; † 16. Mai 1859 in Berlin) war ein deutscher Wissenschaftshistoriker, der über die Geschichte der Optik schrieb. Er war Gymnasialprofessor für Mathematik in Berlin.
Wilde ging in Königsberg zur Schule und studierte (ab 1809) bei  Johann Friedrich Herbart an der Universität Königsberg, wo er auch promovierte. Er nahm am Feldzug 1813 (und 1815) gegen Napoleon teil und avancierte zum Secondeleutnant, war 1814 Oberlehrer an der Marienschule in Danzig, wurde 1816 Oberlehrer am Gymnasium in Stargard und war ab 1821 am Gymnasium zum Grauen Kloster in Berlin, ab 1823 mit Professorentitel. Er lehrte Mathematik, Physik, Chemie und bis zur Mittelstufe auch Latein.
Eine erste Abhandlung über antike griechische Optik veröffentlichte er 1832 im Osterprogramm seines Gymnasiums. Seine ab 1838 veröffentlichte Geschichte der Optik war ein Standardwerk.

## Schriften
- Handbuch der analytischen Trigonometrie, Berlin 1825
- Geometrie für höhere Schul- und Gymnasialclassen, Berlin 1829
- Geschichte der Optik. Vom Ursprunge dieser Wissenschaft bis auf die gegenwärtige Zeit, 2 Bände, Berlin, 1838, 1843